# Halowe Mistrzostwa Europy w Lekkoatletyce 1974 – bieg na 60 m przez płotki kobiet
Bieg na 60 metrów przez płotki kobiet – jedna z konkurencji biegowych rozgrywanych podczas halowych lekkoatletycznych mistrzostw Europy w hali Scandinavium w Göteborgu. Eliminacje, półfinały i bieg finałowy zostały rozegrane 9 marca 1974. Zwyciężyła reprezentantka Niemieckiej Republiki Demokratycznej Annerose Fiedler. Tytułu zdobytego na poprzednich mistrzostwach nie obroniła Annelie Ehrhardt z Niemieckiej Republiki Demokratycznej, który ustanowiła w półfinale nieoficjalny halowy rekord świata czasem 7,90 s, lecz nie wystartowała w biegu finałowym.

## Rezultaty

### Eliminacje
Rozegrano 3 biegi eliminacyjne, do których przystąpiło 19 biegaczek. Awans do półfinału dawało zajęcie jednego z pierwszych czterech miejsc w swoim biegu (Q).
Opracowano na podstawie materiału źródłowego.
Bieg 1
| Miejsce | Zawodniczka          | Czas | Uwagi |
| ------- | -------------------- | ---- | ----- |
| 1       | Annelie Ehrhardt     | 8,04 | Q     |
| 2       | Tatjana Worochobko   | 8,27 | Q     |
| 3       | Meta Antenen         | 8,30 | Q     |
| 4       | Grażyna Rabsztyn     | 8,32 | Q     |
| 5       | Silvia Käwel         | 8,38 |       |
| 6       | Iwanka Koszniczarska | 8,63 |       |
| 7       | Rita Bottiglieri     | 8,75 |       |

Bieg 2
| Miejsce | Zawodniczka        | Czas | Uwagi |
| ------- | ------------------ | ---- | ----- |
| 1       | Annerose Fiedler   | 8,17 | Q     |
| 2       | Judy Vernon        | 8,31 | Q     |
| 3       | Ilona Bruzsenyák   | 8,35 | Q     |
| 4       | Mieke van Wissen   | 8,41 | Q     |
| 5       | Chantal Réga       | 8,48 |       |
| 6       | Natalja Lebiediewa | 8,75 |       |

Bieg 3
| Miejsce | Zawodniczka         | Czas | Uwagi |
| ------- | ------------------- | ---- | ----- |
| 1       | Valeria Ștefănescu  | 8,37 | Q     |
| 2       | Teresa Nowak        | 8,38 | Q     |
| 3       | Gudrun Berend       | 8,41 | Q     |
| 4       | Carmen Mähr         | 8,52 | Q     |
| 5       | Antonella Battaglia | 8,82 |       |
| –       | Florence Picaut     | DNF  |       |

### Półfinały
Rozegrano 2 biegi półfinałowe, w których wystartowało 12 biegaczek. Awans do finału dawało zajęcie jednego z czterech pierwszych miejsc w swoim biegu (Q).
Opracowano na podstawie materiału źródłowego.
Bieg 1
| Miejsce | Zawodniczka        | Czas | Uwagi |
| ------- | ------------------ | ---- | ----- |
| 1       | Annelie Ehrhardt   | 7,90 | Q,    |
| 2       | Meta Antenen       | 8,19 | Q,    |
| 3       | Judy Vernon        | 8,23 | Q     |
| 4       | Teresa Nowak       | 8,27 | Q     |
| 5       | Valeria Ștefănescu | 8,28 |       |
| 6       | Carmen Mähr        | 8,56 |       |

Bieg 2
| Miejsce | Zawodniczka        | Czas | Uwagi |
| ------- | ------------------ | ---- | ----- |
| 1       | Annerose Fiedler   | 8,10 | Q     |
| 2       | Tatjana Worochobko | 8,20 | Q     |
| 3       | Grażyna Rabsztyn   | 8,22 | Q     |
| 4       | Ilona Bruzsenyák   | 8,31 | Q     |
| 5       | Gudrun Berend      | 8,34 |       |
| 6       | Mieke van Wissen   | 8,46 |       |

### Finał
Opracowano na podstawie materiału źródłowego.
| Miejsce | Zawodniczka        | Czas | Uwagi |
| ------- | ------------------ | ---- | ----- |
| 1       | Annerose Fiedler   | 8,08 |       |
| 1       | Grażyna Rabsztyn   | 8,08 |       |
| 3       | Meta Antenen       | 8,19 | =     |
| 4       | Judy Vernon        | 8,25 |       |
| 5       | Tatjana Worochobko | 8,26 |       |
| 6       | Ilona Bruzsenyák   | 8,39 |       |
| –       | Teresa Nowak       | DNF  |       |
| –       | Annelie Ehrhardt   | DNS  |       |